# 吴粤北
吴粤北，上海人，祖籍广东广州（一说黑龙江省），1957年8月出生。
吴粤北被看作是中国大陆的计算机音乐学科方向的创始人之一。
吴粤北同时也是上海音乐学院音乐工程系创始人，2009年被调至中央音乐学院任教。

## 个人概况
吴粤北于80年代末在武汉音乐学院创办了中国第一个音乐音响导演专业，2003年在上海音乐学院创办了音乐工程系，并担任该系主任。
吴粤北在教课过程中经常用“口技”描绘各种乐器的音色用来吸引学生，他的“口技”视频一度流传至网络。

## 相关链接
1. ↑  . 新浪网.   [2010-09-10]. （原始内容存档于2018-03-15）.
2. ↑  . 中央音乐学院音乐学研究所.[永久]
3. ↑  . 土豆网.   [2010-09-10]. （原始内容存档于2016-03-08）.
4. ↑  . 土豆网.   [2010-09-10]. （原始内容存档于2016-03-08）.